# 群馬県道267号日向南郷大原線
群馬県道267号日向南郷大原線（ぐんまけんどう 267ごう ひなたなんごうおおはらせん）は、群馬県沼田市白沢町岩室から同市利根町大原に至る一般県道である。

## 概要
群馬県道62号沼田大間々線から片品川の園原湖の湖畔沿いを通り国道120号に至る道路である。基本的に両側2車線であるが、湖畔沿いの区間は1 - 1.5車線である。

### 路線データ
- 起点 : 群馬県沼田市沼田市白沢町岩室（群馬県道62号沼田大間々線交点）[注釈 1]
- 終点 : 群馬県沼田市利根町大原1711番（国道120号交点〈大原南交差点〉）[注釈 2]

## 歴史
- 1959年（昭和34年）9月18日：群馬県より現・道路法に基づき、県道日向南郷大原線（利根郡利根村大字日向南郷 - 同郡同村大字大原、整理番号127）が路線認定される[1]。

## 地理

### 通過する自治体
- 群馬県
沼田市

### 交差する道路
- 群馬県道62号沼田大間々線 : 沼田市白沢町岩室（起点）
- 国道120号: 沼田市利根町大原（終点）